# BVG-Baureihe B
Die Fahrzeuge der Baureihe B waren die ersten Großprofilwagen, die bei der Berliner U-Bahn zum Einsatz kamen. Die zwischen 1924 und 1929 ausgelieferten Wagen werden in die Serien BI und BII unterschieden, wobei diese sich durch unterschiedliche Motorleistungen und Leermassen auszeichnen. Die Wagen der Bauart BI erhielten wegen ihrer ovalen Stirnfenster für den Fahrer und den Zugbegleiter
den Beinamen „Tunneleulen“.

## Vorgeschichte
Bereits wenige Jahre nach der Inbetriebnahme der ersten U-Bahnstrecken durch die Gesellschaft für elektrische Hoch- und Untergrundbahnen in Berlin („Hochbahngesellschaft“) wurde klar, dass ein größeres Wagenprofil für den Betrieb wesentlich effizienter ist, da dieses bei gleichen Zuglängen eine höhere Zahl an Fahrgästen zulässt. Die Stadt Berlin versuchte sich daraufhin mit dem Bau einer eigenen U-Bahn, die eine Wagenbreite von 2,65 m anstelle von 2,30 m möglich machte. Im Jahr 1912 erfolgte in der Chausseestraße der erste Rammschlag für die heutige Linie U6. Der Erste Weltkrieg und die Begleiterscheinungen der Nachkriegszeit hemmten jedoch den Baufortschritt. 1922 wurde von der Stadt Berlin die Nordsüdbahn AG (NSAG) gegründet, der die Fertigstellung der ersten Streckenabschnitte übertragen wurde. Am 30. Januar 1923 konnte die zunächst als Nord-Süd-Bahn bezeichnete Strecke C eröffnet werden. Die AEG konstruierte für deren Betrieb zunächst vier Probetriebwagen, womit der Fahrzeugbedarf bei weitem nicht abgedeckt wurde. Da noch keine neuen Fahrzeuge vorhanden waren, mussten Kleinprofilwagen (Baureihe AI) der Hochbahngesellschaft auf die neue Linie überführt und mit Ausgleichswulsten, den sogenannten „Blumenbrettern“, ausgestattet werden.

## Geschichte und Beschreibung

### Bauart BI

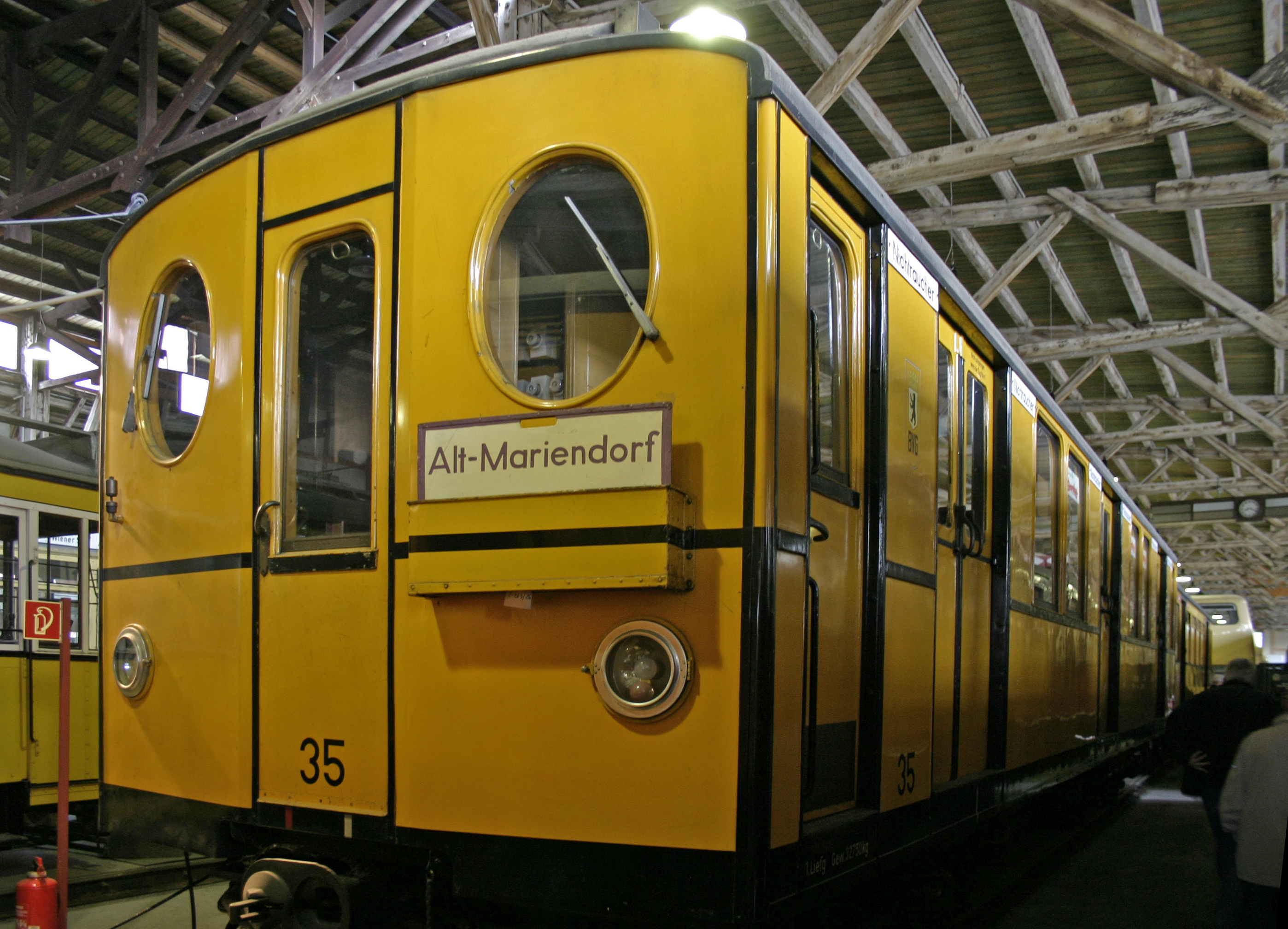
Triebwagen 35 (BI – „Tunneleule“) mit ovalen Fenstern in der Fahrzeugsammlung des Deutschen Technikmuseums Berlin (2018)

Zeitgleich mit der Gründung der NSAG wurde im Mai 1922 der Verkehrsfachmann Gustav Kemmann mit dem Entwurf von geeigneten Fahrzeugen für die neue Strecke beauftragt. Unter Berücksichtigung der Gegebenheiten entwickelte er einen neuen Fahrzeugtyp, der die Bezeichnung Nordsüdbahnform I erhielt. Für die Gestaltung der Wagen zeichnete Alfred Grenander verantwortlich, dessen Entwurf sich an den neuesten Fahrzeugen (Baureihe F) der Londoner Metropolitan District Railway orientierte, die ovale Stirnwandfenster aufwiesen.
Im Juni 1923 beauftragte die NSAG die Firmen Busch in Bautzen und MAN in Nürnberg zu gleichen Teilen mit dem Bau von zunächst zwölf Trieb- und sechs Beiwagen der später von der BVG als BI bezeichneten Baureihe. Mit ihnen sollten Züge aus jeweils zwei Triebwagen und einem oder zwei zwischen jenen laufenden Beiwagen gebildet werden. Im September jenes Jahres wurde ein weiterer Drei-Wagen-Zug nachbestellt. Die Triebwagen erhielten die Wagennummern 25 bis 40, die Beiwagen die Nummern 313 bis 320. Ausschließlich der 3. Wagenklasse vorbehalten waren die gelb lackierten Triebwagen, die Beiwagen wiesen ein Abteil der 3. (gelb) und eines der 2. Klasse (rote Außenlackierung) auf, letzteres war zusätzlich in Raucher und Nichtraucher unterteilt.
Die Bestellung der neuen Fahrzeuge fiel in die Hochzeit der Inflation, die Gesamtkosten stiegen innerhalb weniger Monate von 372.000 Mark auf 400 Millionen Mark im November 1923 an. Zur Kostenersparnis wurden zwei Triebwagen von Busch und zwei Beiwagen von MAN ohne Farbanstrich ausgeliefert. Die Fahrzeuge aus Bautzen erreichten Berlin zwischen Ende Januar und Mitte Februar 1924, jene aus Nürnberg trafen erst im April und Mai in der Stadt ein. Elektrisch komplettiert wurden sie in der Werkstatt Nordsüd in der Seestraße. In der nächtlichen Betriebspause vom 25. auf den 26. März 1924 fand eine erste Probefahrt zwischen dort und dem noch nicht eröffneten U-Bahnhof Gneisenaustraße statt. Am 11. April 1924 wurden die neuen Wagen der Presse vorgestellt; zwei Tage später fuhr der aus den Fahrzeugen 27, 313 und 28 gebildete Zug im U-Bahnhof Belle-Alliance-Straße auf einen Kleinprofilzug auf, dabei wurde der Triebwagen 27 erheblich beschädigt. Der reguläre Einsatz der „Tunneleulen“ begann daher mit viertägiger Verspätung am 19. April mit der Eröffnung des Abschnitts Belle-Alliance-Straße–Gneisenaustraße. Zunächst verkehrten die neuen Züge im Mischbetrieb mit den AI-Zügen.
Die Wagenkästen wurden von Anfang an in reiner Stahlbauweise gefertigt, die Trieb- und Beiwagen beider Serien sind einheitlich 13,15 m lang. Die Leergmasse eines Triebwagens beträgt 32,8 t, die eines Beiwagens 19,7 t. Die Triebwagen weisen jeweils einen Führerstand auf. Pro Wagen und Seite gibt es drei doppelflügelige Taschenschiebetüren, zwischen diesen befinden sich Längssitzbänke der zweiten oder dritten Klasse. Die Innenwände des Fahrgastraums sind mit Holzvertäfelungen verziert.
Angetrieben wurden die BI-Triebwagen von zwei Tatzlagermotoren in jedem Drehgestell. Die Wagen 25 bis 26 erhielten Motoren von SSW mit einer Stundenleistung von 74 kW, die Wagen 29 bis 32 AEG-Motoren mit je 80,3 kW und die Wagen 33 bis 40 GBM-Wasseg-Motoren der Bauart 780 mit einer Stundenleistung von 85 kW. Ab der zweiten Lieferung (Triebwagen 41 bis 58) wurden nur noch GBM-Wasseg-Motoren verwendet.
Die Triebwagen waren mit einer Schützensteuerung ausgestattet, die Fahrschalter mit einer Sicherheitsfahrschaltung (Sifa) versehen. Die Höchstgeschwindigkeit lag bei 50 km/h, eine stufenweise anleg- und lösbare Einkammer-Druckluftbremse des Systems Kunze-Knorr fungierte als Betriebsbremse. Neu bei der Berliner U-Bahn waren die Mittelpufferkupplungen der Bauart Scharfenberg, die Stark- und Steuerstromverbindungen erfolgten jedoch noch über Steckdosen im Dachbereich bzw. unterhalb der Stirnwände.
Mit dem stetigen Ausbau des Netzes wurden in mehreren Lieferserien weitere Fahrzeuge für Vier-Wagen-Züge ausgeliefert. 18 Trieb- und 26 Beiwagen umfasste die 1924/25 bei Busch und MAN gebaute zweite Serie. Die Beiwagen der zweiten Lieferung waren nicht mehr gemischtklassig (Wagen 213–229 nur dritte Klasse, 321–329 nur zweite Klasse); die acht zusätzlichen Beiwagen wurden Zügen der ersten Serie beigestellt, die damit ebenfalls zu Vier-Wagen-Zügen wurden. Die je 40 Trieb- und Beiwagen der dritten Lieferung wurden bei MAN, WUMAG, Fuchs, Linke & Hofmann und
Steinfurt gebaut. Damit endete die Lieferung von Triebwagen des Typs BI.
Um längere Züge bilden zu können, wurden Mitte der 1920er Jahre zehn sogenannte „Dritte Beiwagen“ (Nr. 254–263, alle zweiter Wagenklasse und daher rote Außenlackierung) bestellt, die keinen Kompressor aufwiesen. Die 1926 gebauten Wagen wurden in Zugmitte zwischen zwei herkömmlichen Beiwagen eingestellt und erlaubten die Bildung von zehn Fünf-Wagen-Zügen. In den Jahren 1927/28 folgten 27 weitere „Dritte Beiwagen“, die technisch bereits den moderneren BII-Beiwagen entsprachen, aber in BI-Zügen eingesetzt wurden. Da die Klassenunterscheidung im Februar 1927 aufgegeben worden war, wurden die bei der Auftragsvergabe als 2.-Klasse-Fahrzeuge vorgesehenen Wagen für Raucher bestimmt; deren rote Außenlackierung bedeutete fortan keine Wagenklasse, sondern kennzeichnete sie als Raucherwagen.
1953 baute die BVG acht BI-Beiwagen („Dritte Beiwagen“ 256 bis 263) zu Steuerwagen um – sie erhielten Führerstände und komplette Druckluftanlagen aus kriegsbeschädigten Wagen. Mit ihnen konnten auf der zeitweise schwach frequentierten Linie CII (Mehringdamm–Tempelhof) Zweiwagenzüge aus einem Trieb- und einem Steuerwagen gebildet werden. Gelegentlich wurden diese auch auf der Linie D in Sechswagenzügen eingesetzt. Aufgrund von Bremsproblemen wurden alle Steuerwagen um 1965 ausgemustert.

### Bauart BII

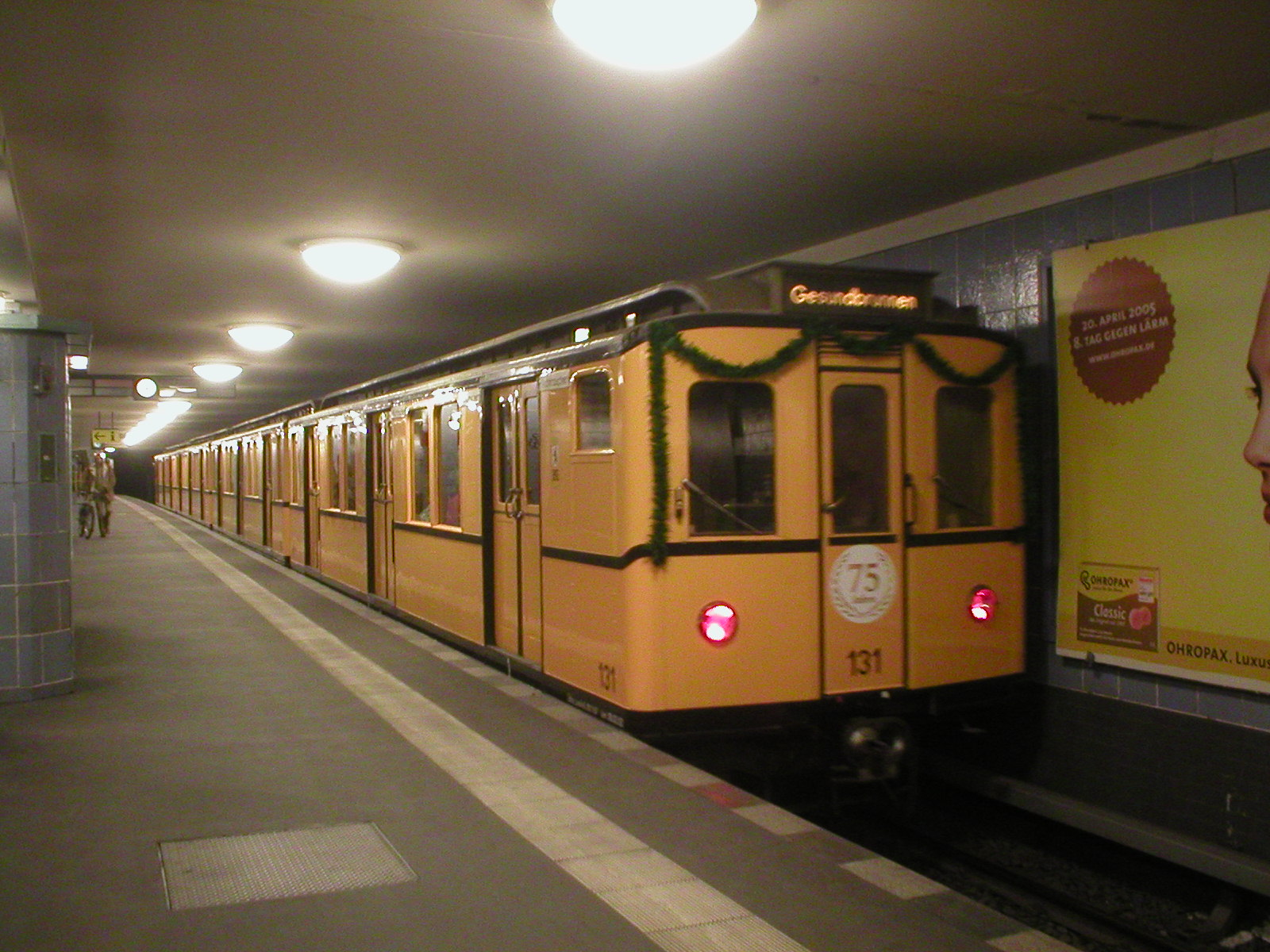
BII-Museumszug anlässlich des 75-jährigen Bestehens der Linie U8 im U-Bahnhof Weinmeisterstraße (2005)

Im Jahr 1926 wurden die ersten acht Trieb- und acht Beiwagen der rund fünf Meter längeren Baureihe C  („Langwagen“) ausgeliefert. Ein solcher Vierwagenzug war besser an die Länge der Bahnsteige der Nord-Süd-Bahn angepasst. Da deren Erprobung jedoch noch nicht abgeschlossen war, entstand zunächst die gegenüber den BI wesentlich verbesserte Bauart BII. 14 Trieb- und 21 Beiwagen dieses Typs wurden in den Jahren 1927 und 1928 bei Busch, Steinfurt und der Dessauer Waggonfabrik beschafft, sechs weitere Trieb- und neun zusätzliche Beiwagen von Busch kamen 1929 hinzu.
Bei gleichen äußeren Abmessungen unterschieden sich die BII-Fahrzeuge optisch vor allem durch rechteckige anstelle der ovalen Stirnfenster von den BI-Wagen. Der bei den BI-Zügen unter dem Begleiterfenster angeordnete Zielschilderkasten wurde bei den BII durch einen Kasten mit Rollenband im Dachbereich ersetzt. Verbesserungen im technisch möglichen Umfang – z. B. Übertragung von Stark- und Steuerstrom über die Kontaktaufsätze der Scharfenbergkupplungen – machten sie indes mit letzteren nicht mehr elektrisch kuppelbar. Mit jenen waren sie nicht im Verband einsetzbar, lediglich die mechanische Kupplung war notfalls möglich. Anstelle der Gleitlager der BI-Züge erhielten die BII Rollenlager, zudem waren die Triebwagen mit vier GBM-Wasseg-Motoren (Typ 650) à 100 kW stärker motorisiert.
Alle BII-Trieb- und zehn Beiwagen waren Nichtrauchern vorbehalten, alle 20 Raucherwagen waren rot lackiert. Insgesamt 10 der 30 gelieferten BII-Beiwagen – sämtlich Raucherwagen – hatten als „Dritte Beiwagen“ keine Kompressoren.

### Nachbauten
In den Jahren 1947 bis 1951 baute die BVG-West aus erhaltenen Bauteilen von BI-Wagen in der Hauptwerkstatt Seestraße neue Fahrzeuge, die trotz der BI-Baugruppen zu den BII-Zügen zählten. Obwohl fast alle dieser Triebwagen mit 85-kW-Motoren ausgestattet waren, konnten sie problemlos gemeinsam mit den stärkeren originalen BII-Wagen laufen. Einige Wagen waren als Raucherwagen ausgewiesen, jedoch wurden sämtliche Nachbauten gelb lackiert.
Im Gegensatz zu den Vorkriegswagen, die Holztüren aufwiesen, erhielten die Nachbauten Metalltüren. Die Sitzbänke waren nicht gepolstert, sondern aus Holz, die Innenverkleidung war heller gehalten.
Zwei Triebwagen dieser Serie wurden zusammen mit den beiden in Berlin verbliebenen Triebwagen der Reihe CIII als Vierwagenzug eingesetzt, wobei die C-Wagen als provisorische Beiwagen liefen, nachdem ihre Motoren vorher ausgebaut wurden. Diese im Fahrgastbetrieb durchgeführte Anordnung ist bis heute einmalig bei der Berliner U-Bahn geblieben.

## Einsatz

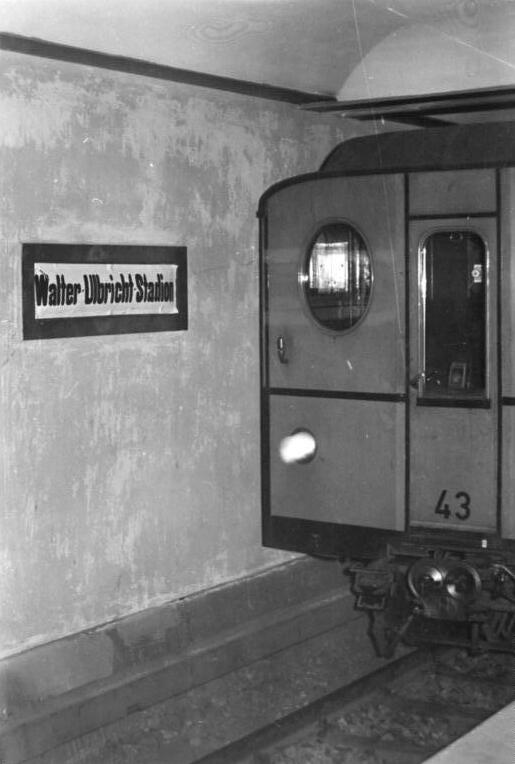
West-Berliner BI-Zug im U-Bahnhof Walter-Ulbricht-Stadion (Ost-Berlin) der Linie C_{II} (1951)

Die Bezeichnung B anstelle von Nordsüdbahnform I für diese Zuggattung wurde erst ab etwa 1928 üblich. Bereits wenige Jahre nach ihrer Indienststellung wurden aufgrund massiv gesunkener Fahrgastzahlen einige B-Wagen – vor allem Beiwagen – abgestellt. Erst zur Olympiade 1936 kamen alle verfügbaren Wagen wieder zum Einsatz.
Bis zum Ende des Zweiten Weltkriegs wurden die B-Wagen ausschließlich auf den Linien CI (Seestraße–Grenzallee) und CII (Seestraße–Tempelhof) eingesetzt. Während des Kriegs wurden mehrere B-Fahrzeuge bei Luftangriffen zerstört oder beschädigt, bei Kriegsende waren noch 57 Trieb- und 87 Beiwagen der Bauart BI sowie 16 Trieb- und 24 Beiwagen der Bauart BII mehr oder weniger intakt erhalten. Am 28. Juli 1945 wurden jedoch drei in der Kehranlage Tempelhof abgestellte BI-Fünf-Wagen-Züge bei einem Großbrand zerstört.
Da auf der Linie D (Gesundbrunnen–Leinestraße) aufgrund zu erbringender Reparationsleistungen ein empfindlicher Wagenmangel an C-Wagen herrschte, wurden fortan B-Züge auch dort eingesetzt. Vorübergehend waren sie sogar auf der Linie E (heutige Linie U5) anzutreffen, auf der 1961 eröffneten Linie G (heutige U9) kamen jedoch nur neuere Fahrzeuge zum Einsatz.
Bei der Betriebsteilung der BVG im August 1949 blieben sämtliche B-Züge bei der BVG-West in West-Berlin. In den weiteren Jahren kamen sie nur auf den Linien CII und D zum Einsatz, die anderen Großprofillinien verwendeten moderneres Fahrmaterial. Auf letzterer fuhren bis 1966 sogar nur B-Wagen, da für die neueren C-Wagen ein Fahrverbot bestand; es bestand die Angst, dass die Züge über den Waisentunnel am Alexanderplatz auf die Ost-Berliner Linie E hätten überführt werden können.
Für den Einsatz auf der teilweise oberirdisch angelegten Verlängerung der Linie C nach Tegel erhielten 1958 sämtliche B-Triebwagen Scheibenwischer. Zudem wurden alle B-Wagen mit Türschließanlagen ausgerüstet. Ende 1967 wurden die ersten Wagen der Serie BII abgestellt. 1969 verkehrte der letzte Zug mit B-Wagen auf der Linie 6; letzter Einsatztag der BI-Züge war dort der 30. April, der eines BII-Zugs der 3. Juni jenes Jahres.

## Verbleib
Die letzten Züge aus BI- und BII-Wagen verkehrten im Sommer 1969 auf dem Berliner U-Bahn-Netz. Zunächst wurden sie überwiegend in den Betriebswerkstätten abgestellt; mit der Indienststellung neuer DL-Züge wurde der Platz jedoch knapp, daher wurden zwischen 1970 und 1973 fast alle B1-Züge vor Ort verschrottet.
Erhalten ist der BI-Zug 67+320+26, wobei der Wagen 67 aus dessen Untergestell und dem Aufbau des Triebwagens 66 besteht. Er steht, mit Graffiti „verziert“, in einer Abstellanlage. In der „Monumentenhalle“ des Deutschen Technikmuseums wird der Triebwagen 35 museal aufbewahrt. Von den BII-Fahrzeugen existiert ein vierteiliger Museumszug mit den Triebwagen 113 und 131 und den Beiwagen 295 und 358.
Ein weiterer BII-Triebwagen – allerdings ohne Drehgestelle – steht seit 2006 am Bahnhof Rheinsberg. Es handelt sich um den Triebwagen 1192 (ex 115), dieser war zuvor in der Berliner Daimler-Benz-Niederlassung am Salzufer untergebracht.